# Claude Le Blanc
Pour les articles homonymes, voir Le Blanc et Leblanc.
Claude Le Blanc (1er décembre 1669 en Normandie – 19 mai 1728 à Versailles), officier du roi, fut intendant dans plusieurs provinces, membre du Conseil de la guerre et exerça par deux fois la charge de secrétaire d'État de la Guerre. Apprécié du cardinal de Fleury, sa principale réalisation est l'extension des attributions du corps de la gendarmerie, qu'il structura en maréchaussée, avec des compétences de police sur tout le territoire du royaume (1720).

## Biographie

### L'intendant
Claude Le Blanc est le fils de Louis Le Blanc, mort en 1707, conseiller à la Cour des Aides de Paris devenu intendant de Rouen, et de Suzanne Bazin de Bezons (1648-1699), fille de Claude Bazin de Bezons, intendant et conseiller d’État. Sa famille n'a été anoblie qu'au XVIIe siècle mais elle est au cœur d'un réseau d'alliances, notamment avec la famille ministérielle des Phélypeaux.
Claude Le Blanc acquiert en 1696 la charge de conseiller au Parlement de Metz puis de maître des requêtes. Il épouse en 1697 Madeleine Petit de Passy, fille du doyen de cette cour.
En 1704 il obtient la charge d'intendant d’Auvergne, qu'il conserve jusqu'en 1708. C'est à cette occasion que, chargé de la lutte contre la contrebande et le trafic de monnaies et de métaux précieux, il prend conscience de l’inefficacité de la maréchaussée.
En 1708, il est envoyé aux marches du royaume et nommé intendant de Flandre maritime, en pleine guerre de Succession d'Espagne. Il y fait la démonstration de ses grandes compétences en matière de protection de la population et de renseignements. En effet, il tisse un réseau d'espionnage qui lui permet de connaître les mouvements des navires marchands ravitaillant les Anglais, facilitant ainsi leur interception. Il reste à ce poste jusqu'en 1715. Même Saint-Simon, pourtant très critique envers les intendants, reconnaît sa compétence.

### Un homme-clé de la polysynodie
En 1715, il est appelé par Philippe d'Orléans au Conseil de la guerre, présidé par le maréchal de Villars. Le Régent s'appuie en effet, au sein de la polysynodie, système en vigueur lors de la Régence, sur des hommes tels que Le Blanc, ou Fleuriau d'Armenonville pour faire contrepoids à ses adversaires politiques, par exemple le duc du Maine, et aux princes.
Au Conseil de la guerre, Le Blanc est sans conteste le conseiller le plus actif. Dès le début, il a des compétences importantes : les finances, les déserteurs, les délits militaires et les enrôlements. Il hérite en février 1716 des attributions (transversales) de Saint-Contest sur l'ensemble des marchés et empiète progressivement sur les compétences du président, le maréchal de Villars, ou sur celles d'autres conseillers, comme Joffreville. C'est Claude Le Blanc qui est à l'origine de l'ordonnance du 2 juillet 1716, qui met en place un système élaboré de lutte contre la désertion.
Avec des membres du Conseil de finances (Baudry, Gaumont, Rouillé du Coudray, Lefèvre d'Ormesson, Le Peletier de La Houssaye, Fagon), du Conseil du dedans (Roujault) et Saint-Contest, Le Blanc est un des organisateurs de l'opération du visa de décembre 1715-janvier 1716, qui consiste à vérifier les dettes de l'Etat, dans le but avoué de les réduire.
En 1718, le Conseil de la guerre devient, selon le mot de Saint-Simon, "une pétaudière". Villars est déstabilisé à la fois par les querelles de préséance avec le duc de Bourbon et par la concurrence de Le Blanc, qui travaille directement avec le Régent. Au cours de l'année 1718, l'activité du Conseil de la guerre, comme celle des autres conseils de la Polysynodie, décline considérablement, que ce soit en termes de fréquence des réunions ou de volume des affaires traitées.

### Secrétaire d'État de la Guerre
Le 24 septembre 1718, le Régent met fin à la polysynodie, qui se grippe et est l'objet de critiques de plus en plus fortes. Le Conseil de la guerre est supprimé par une simple lettre du Régent à son président. Le même jour, Le Blanc devient secrétaire d’État de la Guerre.
À ce poste, sa principale réforme est celle de la gendarmerie, réorganisée par une ordonnance royale de mars 1720 avec des attributions nouvelles en matière de police territoriale. La vénalité des charges dans ce corps est supprimée, des rapports rédigés sont systématiquement exigés dans le suivi des affaires, et la solde est accrue.
Tirant les conclusions des dernières campagnes de Louis XIV, Le Blanc, sur les conseils du général de Vallière, veut faire de l'artillerie une arme scientifique, avec des officiers formés en conséquence. Dans plusieurs villes de province (La Fère, Châlons-en-Champagne, Strasbourg, Grenoble et Perpignan), il crée cinq régiments-école pour l'artillerie par l'ordonnance royale du 5 février 1720. Chacune des cinq villes concernées abritera un régiment de 4 000 hommes, avec une école d'artillerie à demeure.
Cette même année, Le Blanc acquiert la terre anoblissante de la seigneurie de Vulaines. Il a aussi un rôle clé lors de la lutte contre la peste en Provence, celle-ci éclatant à Marseille en 1720. Il dirige en effet les premiers mouvements de troupe pour constituer un cordon sanitaire, qui aboutit à la création d'un « mur de la peste », et siège au Conseil de santé.
Fondé sur des lignes circulaires de troupes autour de Marseille, puis entre le Dauphiné, le Comtat Venaissin et la Provence, la politique mise en œuvre par Le Blanc se fonde, tout comme pour la lutte contre la désertion, sur l'identification administrative : des certificats de santé sont exigés des voyageurs, tandis que l'armée enregistre avec soin tous les nouveaux enrôlés.

### L'affaire La Jonchère
Favorable, comme la plupart des parlementaires issus de la noblesse de robe, aux Jansénistes, il s'oppose au cardinal Dubois sur la bulle Unigenitus. Dubois entend passer outre l’opposition du Parlement de Paris en remplaçant l’enregistrement en cour par une déclaration du Conseil du Roi, et ne pardonne pas au secrétaire d'état sa prise de position.
En 1723, un proche collaborateur de Le Blanc, le trésorier de l’Extraordinaire des guerres, Gérard Michel de La Jonchère, fait banqueroute. Il est accusé de concussion par les frères Paris, en particulier par Antoine Paris, et le secrétaire d'État est éclaboussé par le scandale. Le duc de Bourbon suscite une cabale contre lui (poussé en cela par la marquise de Prie), et l'accuse d’avoir détourné les fonds du ministère de la guerre. Le Blanc ne sera pas soutenu par le premier ministre Dubois, et devra démissionner (1er juillet 1723). Remplacé par François Victor Le Tonnelier de Breteuil, il est emprisonné quelques mois à la Bastille, puis est acquitté par le Parlement.

### Retour en grâce
La disgrâce du duc de Bourbon permet au cardinal de Fleury de le rappeler aux affaires (19 juillet 1726), toujours au poste de secrétaire d’État de la Guerre qu’il occupe jusqu’à sa mort en 1728. Le chancelier d'Aguesseau écrit à ce sujet : Lorsque M. le Blanc fut déplacé et mis à la Bastille, on lui substitua, dans le ministère de la guerre, M. de Breteuil, intendant de Limoges, homme doux et souple. Il se soutint sous M. le duc, par les complaisances infinies qu'il eut pour les personnes en sa faveur ; mais aussitôt que ce prince eut été envoyé à Chantilly, tout changea. M. de Breteuil se retira tout doucement, et M. le Blanc revint en place.
Claude Le Blanc eut une fille, Louise Madeleine Le Blanc qui épousa Constant-Esprit Jouvenel des Ursins d'Harville dont descend Claude-Constant Jouvenel des Ursins d'Harville, marquis de Traisnel.

### Portrait
Son portrait, peint en 1717 par François de Troy, est mis en vente à l'hôtel Drouot le 20 septembre 2023 par l'étude Millon, à nouveau le 12 avril 2024 par la même étude et le 21 novembre 2024 par l'étude Aguttes.